# Apostolska nunciatura v Sloveniji
Apostolska nunciatura v Sloveniji je prestavništvo Svetega sedeža v Sloveniji, ki ima diplomatski značaj in status veleposlaništva, s sedežem na Ulici Janeza Pavla II v Ljubljani. 

## Zgodovina
Po uradnem priznanju neodvisnosti Slovenije s strani Vatikana (13.1.1992) je tedanji papež Janez Pavel II. za prvega apostolskega nuncija v Sloveniji 24.6.1992 imenoval mons. Piera Luigija Celata. 26.07.1995 je papež Janez Pavel II. imenoval prvega rezidentnega apostolskega nuncija v Sloveniji Edmonda Farharta. Sedanji apostolski nuncij, ki ga je imenoval papež Leon XIV., je Luigi Bianco.